# Ke hvězdám
Ke hvězdám je vědeckofantastická knižní série amerického spisovatele Harryho Harrisona. Jedná se o trilogii. Anglický název cyklu je To the Stars, všechny tři díly vyšly i souhrnně ve stejnojmenném omnibusu z roku 1981.
Protagonistou příběhů je politický exulant Jan Kulozik. 

## Seznam knih
Sérii tvoří tři romány vydané v letech 1980–1981. Do češtiny byly přeloženy zatím pouze první dva.
- Ke hvězdám: Spoutaný svět, česky 1997 (anglicky Homeworld, 1980[1]) – 1. díl série
- Ke hvězdám: Svět na kolech, česky 1997 (anglicky Wheelworld, 1981) – 2. díl série
- Starworld, 1981 – 3. díl série

## Popis

### Ke hvězdám: Spoutaný svět
V Británii (resp. na planetě Zemi obecně) vládne totalitní režim s dvěma kastami a tajnou policií. Odborník na mikroelektroniku, inženýr Jan Kulozik z kasty vládců žije pohodlným životem. Setkání s izraelskou agentkou Sárou mu změní život. Díky němu postupně odhaluje podzemní hnutí, o kterém neměl ani potuchy a které se vládnoucí režim snaží zlikvidovat. Jednoho dne se bude muset rozhodnout, jakým směrem povedou jeho kroky...

### Ke hvězdám: Svět na kolech
Na zemědělské planetě Halvornök hvězdného systému β Aurigae se po čtyřech letech musí místní obyvatelé kvůli stoupajícím teplotám přesunout na druhou polokouli, do zóny soumraku. Je v tom zádrhel, ze Země nepřiletěly lodě s potřebnými zásobami, na kterých jsou místní kolonisté závislí. Organizace nebezpečné cesty s nejistým výsledkem se ujme bývalý odborník na mikroelektroniku a inženýr Jan Kulozik.

### Starworld
V posledním románu trilogie se Kulozik angažuje v ničivé válce, aby pomohl osvobodit Zemi od její represivní vlády. 
Planety kolonistů se vzbouřily a Země se nad nimi snaží znovu získat kontrolu. Jan se vrací na Zemi na kosmické lodi vzbouřenců a jako jediný přežije útok pozemských bezpečnostních sil. Na Zemi se opět zapojí do hnutí odporu, přičemž tentokrát se zdá, že má v bezpečnostních silách spojence. Lze však tomuto muži věřit? Cesta k osvobození prolů (spodní kasty obyvatelstva) nebude snadná.